# Terena
TERENA, Trans-European Research and Education Networking Association (/təˈreɪnə/ tə-RAY-nə), är en europeisk nätverksorganisation som verkar för utveckling och drift av datornätverk för forskning och utbildning (NRENs) och är inkorporerad i Amsterdam, Nederländerna. TERENA bildades ursprungligen den 13 juni 1986 som Réseaux Associés pour la Recherche Européenne (RARE) och blev TERENA i oktober 1994 genom sammanslagning med RARE och European Academic Research Network (EARN). Från Sverige är Sunet, det svenska universitetsdatornätet, medlem i Terena. Terena arbetar, tillsammans med bland annat EU:s organ, för att få fram kraftfulla och effektiva datornätverk mellan länder i Europa (med vissa utvikningar).
Inom Terena bedrivs arbete i ett antal arbetsgrupper. Sekretariat och viss projektledning finns vid Terenas kontor i Amsterdam. Terena anordnar bland annat en större konferens varje år.
Svensk Sunet-representant i Terenas representantskap (General Assembly) var Hans Wallberg från Umeå universitet men är nu Maria Häll, Sunet föreståndare sedan 1 februari 2013.